# Densetsu no Stafy
Densetsu no Stafy (伝説のスタフィー Densetsu no Sutafī, lit. 'El Legendario Starfy') es una saga de videojuegos desarrollada por TOSE y distribuida por Nintendo en sus portátiles Game Boy Advance y Nintendo DS. Hasta ahora solo uno de los juegos de Stafy ha sido lanzado fuera de Japón, probablemente debido a que el estilo muy japonés hace a los juegos muy difíciles de traducir]; sin embargo es muy conocido por todos los que importan juegos del país nipón.

## Personajes

### Principales

#### Starfy
Starfy (スタフィー, Sutafī, romanizado como Stafy) es el protagonista principal de la saga, tiene forma de estrella de mar amarilla aunque en verdad es el príncipe del reino en el cielo conocido como Pufftop; cada vez que sus amigos marinos necesitan su ayuda no duda en tirarse al agua. Tiene 7 años de edad y mide unos 36 cm. Tiene una hermana pequeña, Starly, y su mejor amigo es la almeja Moe. Tiene gran cantidad de habilidades para acabar con sus enemigos, en concreto con Ogura.

#### Starly
Starly (スタピー, Sutapī, romanizado como Stapy), es hermana pequeña de Starfy y princesa del mismo reino, al contrario que su hermano mayor ella es rosa y tiene menos habilidades en fuerza aunque al ser más pequeña es el mejor personaje para pasar por huecos y escalar en el juego. Aparece solo en 3 juegos.

#### Moe
Moe (キョロスケ Kyorosuke) Es una almeja, y es el mejor amigo de Stafy. No es controlable aunque actúa en los ataques más potentes de Stafy. Está enamorado de la pez zebra HadeHirari. Es huérfano ya que cuando su madre y su padre se divorciaron, la madre había muerto por una enfermedad desconocida y luego su padre se sacrifica para salvarlo.

#### Bunston
Un conejo espacial con traje de astronauta que solo aparece en un juego, pero con un rol importante. Es el príncipe del Planeta Bunnera, y Starfy deberá reparar su nave para ir allá y salvarlo. Es capaz de transformar a Starfy y a Starly en un dragón, un delfín, un gallo, o un fantasma.

### Secundarios

#### Mermaid
Una sirena, que cuando Starfy o Starly abren una almeja, Mermaid sale de ella, los saluda, y se guarda la partida.

#### HadeHirari
HadeHirari, también llamada Ruby, es una pez zebra femenina con maquillaje en las pestañas y boca. Moe está enamorado de ella.

#### Old Man Lobber
Es un langosta anciano muy sabio.

### Villanos

#### Konk
Villano secundario en todos los juegos. Un cangrejo ermitaño abusador, pero a veces llega a ser una amenaza más que un simple abusón. Es el único que aparece en todos los juegos.

#### Ogura
Villano principal en los 2 primeros juegos y secundario en el tercero. Una anguila con magia poderosa.

#### Evil
Villano principal en el tercer juego.

#### Dejeel
Villana principal en el cuarto juego.

#### Papes
Es un miembro del Trio Terrible en el quinto juego. Lleva un sombrero que parece una cola de langosta, y pelea usando escudos.

#### Ronk
Es un miembro del Trio Terrible en el quinto juego. Un hombre musculoso con cabello de almeja. Pelea usando sus puños.

#### Snips
Es una miembro del Trio Terrible en el quinto juego. Una coneja con una máscara y una capa. Pelea usando bombas y campos de fuerza.

#### Mashtooth
Es el villano principal del quinto juego. Es como un híbrido entre Hipopótamo y dragón.

## Videojuegos
Densetsu no Stafy (El Legendario Starfy)
Game Boy Color (Cancelado, originalmente: diciembre de 2000)
Prototipo para Game Boy Color. Fue cancelado para ser lanzado más tarde en Game Boy Advance.
Densetsu no Stafy (El Legendario Starfy)
Game Boy Advance (6 de septiembre de 2002)
El primer Densetsu no Stafy. Conversión del prototipo para Game Boy Color.
Densetsu no Stafy 2 (El Legendario Starfy 2)
Game Boy Advance(5 de septiembre de 2003)
El segundo Densetsu no Stafy lanzado para Game Boy Advance.
Densetsu no Stafy 3 (El Legendario Starfy 3)
Game Boy Advance (5 de agosto de 2004)
Es el tercer juego de la saga pero el primero en incluir minijuegos en multijugador, además es el último para Game Boy Advance y el primero en el que aparece Starly.
Densetsu no Stafy 4 (El Legendario Starfy 4)
Nintendo DS (13 de abril de 2006)
El primer Densetsu no Stafy desarrollado para Nintendo DS, y el primero también en utilizar gráficos en 3D en varias secuencias y extras del juego.
The legendary Starfy (El Legendario Starfy 5
Nintendo DS (10 de julio de 2008)
El segundo Densetsu no Stafy desarrollado para Nintendo DS y el primero de la saga en lanzarse fuera de Japón.

## Curiosidades
- Stafy hace varios cameos en juegos de Nintendo, como en Super Princess Peach para Nintendo DS siendo un enemigo, o en Mario & Luigi Superstar Saga para Game Boy Advance en un cartel, o en Super Mario Maker, como personaje jugable. Además, ha sido incluido en la saga Super Smash Bros. como personaje ayudante.

- Wario aparece en Densetsu no Stafy 3 haciendo un importante papel, le enseña a Stafy muchas habilidades propias de Wario Land y lo acompaña durante la mayor parte de algunas fases.

- En la versión nipona de Donkey Konga para GameCube aparece la melodía de Stafy.

- Los anuncios de televisión de los juegos de Stafy siempre van acompañados por un grupo famoso de J-pop; para el cuarto juego el grupo fue ℃-ute, para el tercero Perfume, para el segundo Kazuki Saya y para el primero fue BECKY.

- A pesar de no ser una saga longeva Stafy es tan famoso que tiene su propio Manga.